# Wolfgang Burmann (directeur artistique)
Pour l’article homonyme, voir Wolfgang Burmann (cyclisme).
Wolfgang Burmann est un directeur artistique et décorateur espagnol né le 19 juin 1940 à Madrid . 

## Filmographie partielle
- 1986 : Romanza final (Gayarre) de José María Forqué
- 1988 : Remando al viento de Gonzalo Suárez
- 1991 : Don Juan en los infiernos de Gonzalo Suárez
- 1995 : La Fleur de mon secret de Pedro Almodóvar
- 1996 : Tesis d'Alejandro Amenábar
- 1997 : Ouvre les yeux d'Alejandro Amenábar
- 2007 : Oviedo Express  de Gonzalo Suárez